# Tituly a vyznamenání Husního Mubáraka

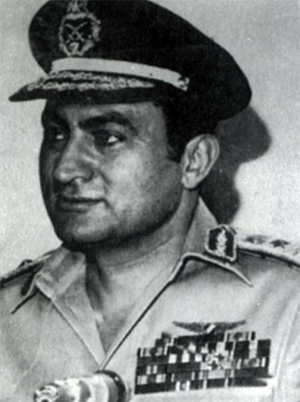
Husní Mubárak v uniformě maršála letectva s řadou vyznamenání

Muhammad Husní Mubárak, egyptský politik a bývalý prezident Egypta, obdržel během svého života řadu domácích i zahraničních řádů a vyznamenání. Během svého prezidentského funkčního období byl také velmistrem egyptských řádů.

## Vyznamenání

### Egyptská vyznamenání

#### Velmistr
- Řád Nilu
- Řád republiky
- Řád nezávislosti
- Řád za zásluhy
- Řád ctností
- Řád hvězdy Sinaje
- Vyznamenání 25. dubna

#### Osobní vyznamenání
- velkostuha Řádu Nilu

- Medaile za vojenské služby I. třídy
- Medaile zlatého výročí revoluce 23. července
- Medaile za dlouhou a bezchybnou službu
- Medaile stříbrného výročí říjnové války

### Zahraniční vyznamenání
- Brunej
  -  Královský rodinný řád Bruneje I. třídy – 1984

- Bulharsko
  -  Řád Stará planina I. třídy – 1975
- Dánsko
  -  rytíř Řádu slona – 19. února 1986
- Francie
  -  velkokříž Národního řádu za zásluhy – 1975
  -  velkokříž Řádu čestné legie – 1982
- Indonésie
  -  Řád hvězdy Indonéské republiky I. třídy – 1977
- Itálie
  -  velkokříž s řetězem Řádu zásluh o Italskou republiku – 30. ledna 1982[1]
- Japonsko
  -  velkostuha Řádu chryzantémy – 1983
- Jemen
  -  Řád jednoty I. třídy – 1988
- Jižní Afrika
  -  velkokříž Řádu dobré naděje – 1997[2]
- Kazachstán
  -  Řád zlatého orla – 13. května 2008
- Kuvajt
  -  řetěz Řádu Mubáraka Velikého – 1989
- Mali
  -  velkokříž Národního řádu Mali – 1984
- Mexiko
  -  velkokříž Řádu aztéckého orla – 1975
- Německo
  -  velkokříž Záslužného řádu Spolkové republiky Německo – 1985
- Nepál
  -  Řád nepálské hvězdy I. třídy – 1981
- Niger
  -  velkokříž Národního řádu Nigeru – 1983
- Omán
  -  Řád Ománu I. třídy – 1976
- Polsko
  -  velkokříž Řádu za zásluhy Polské republiky – 11. března 2008 – udělil prezident Lech Kaczyński za vynikající zásluhy o rozvoj spolupráce a přátelských polsko-egyptských vztahů[3]
- Portugalsko
  -  velkokříž s řetězem Řádu prince Jindřicha – 19. srpna 1983[4]
  -  velkokříž Řádu za zásluhy – 19. srpna 1983[4]
  -  velkokříž Řádu Kristova – 15. dubna 1992[4]
- Řecko
  -  velkokříž Řádu Spasitele – 1984
- Saúdská Arábie
  -  Řád krále Abd al-Azíze II. třídy – 1974[5]
- Severní Korea
  -  Řád národního praporu I. třídy – 1983
- Spojené království
  -  čestný rytíř velkokříže Řádu svatého Michala a svatého Jiří – 1985[6]
- Středoafrická republika
  -  důstojník Řádu uznání – 1984
- Súdán
  -  velký řetěz Řádu cti – 1989
- Sýrie
  -  Řád Umajjovců – 1976
- Španělsko
  -  velkokříž s řetězem Řádu Isabely Katolické – 18. září 1985 – udělil král Juan Carlos I.[7]
- Švédsko
  -  rytíř Řádu Serafínů – 1984[8]
- Togo
  -  velkokříž Národního řádu za zásluhy – 1982
- Tunisko
  -  velkodůstojník Řádu republiky – 1972
  -  Řád 7. listopadu – 1990
- Turecko
  -  Řád Turecké republiky – 1998 – udělil prezident Süleyman Demirel[9]
- Zair
  -  velkokříž Národního řádu levharta – 1984